# Выбор критиков (кинопремия, 2014)
19-я церемония премии «Выбор критиков» состоялась 16 января 2014 года в театре Санта-Монике, Калифорния. Ведущей церемонии была американская актриса Аиша Тайлер. Номинанты были объявлены 16 декабря 2013.

## Победители и номинанты
| Лучший фильм                                  | 1. 12 лет рабства 2. Афера по-американски 3. Внутри Льюина Дэвиса 4. Волк с Уолл-стрит 5. Гравитация 6. Далласский клуб покупателей 7. Капитан Филлипс 8. Небраска 9. Она 10. Спасти мистера Бэнкса |

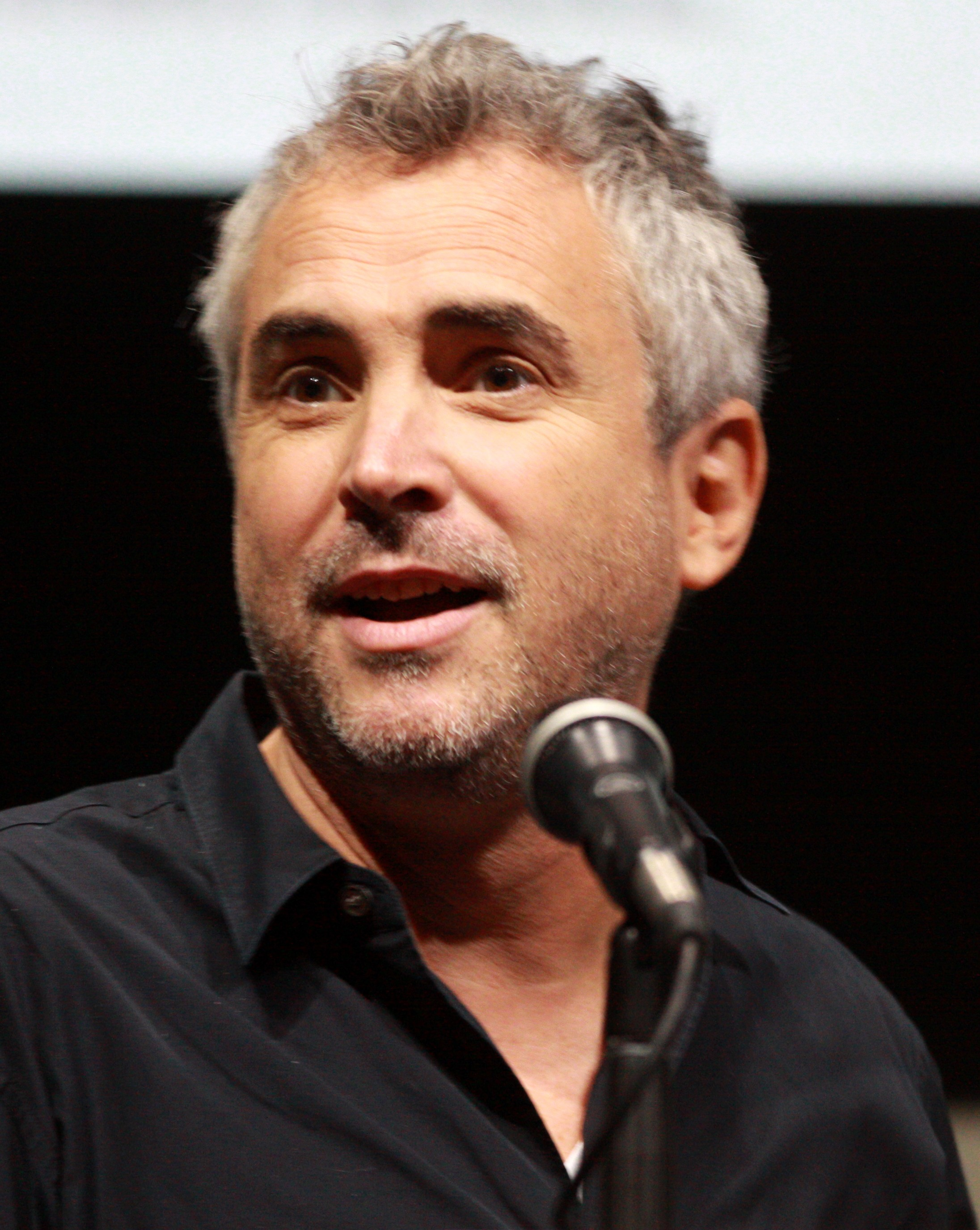
Альфонсо Куарон, лучший режиссёр

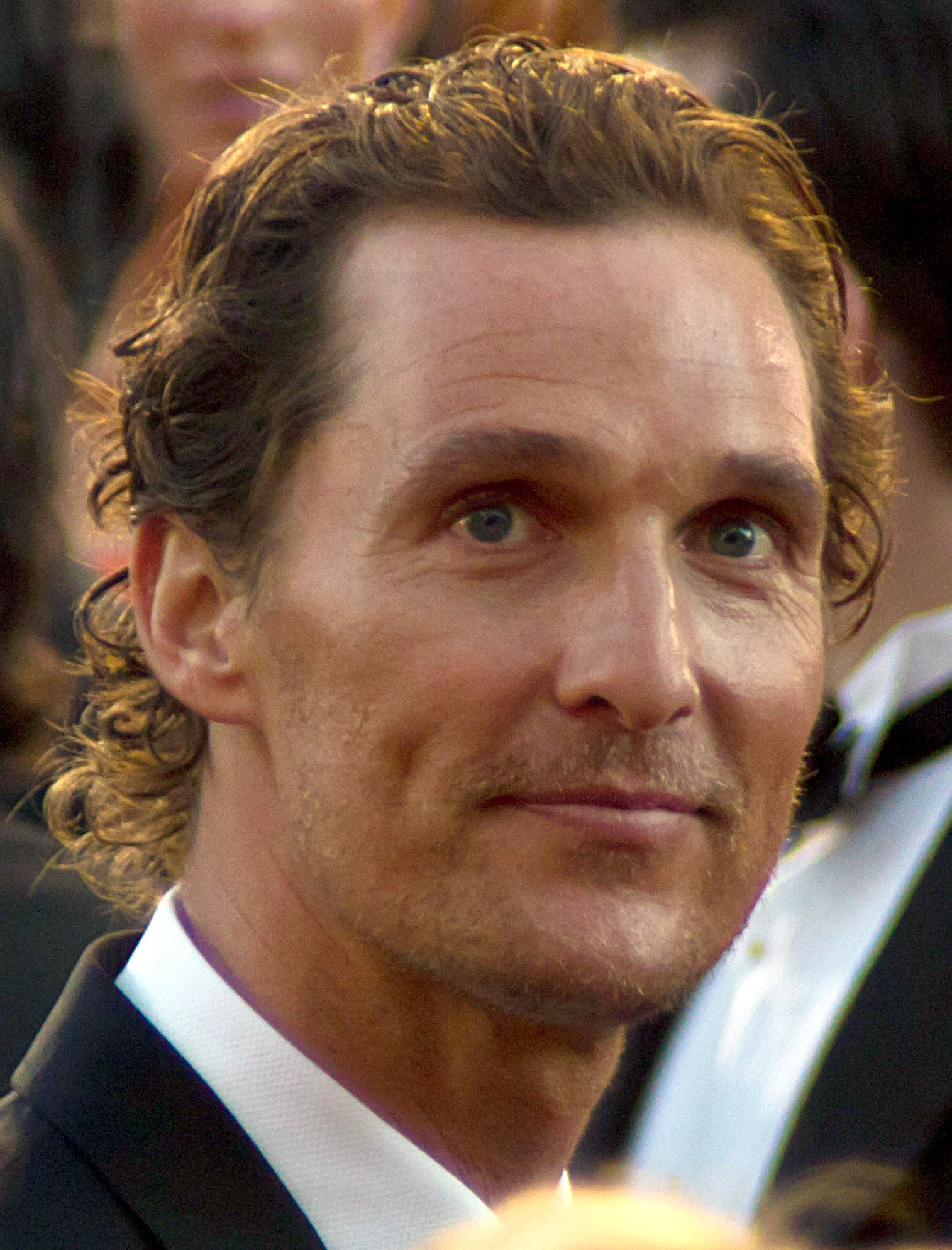
Мэтью Макконахи, лучшая мужская роль

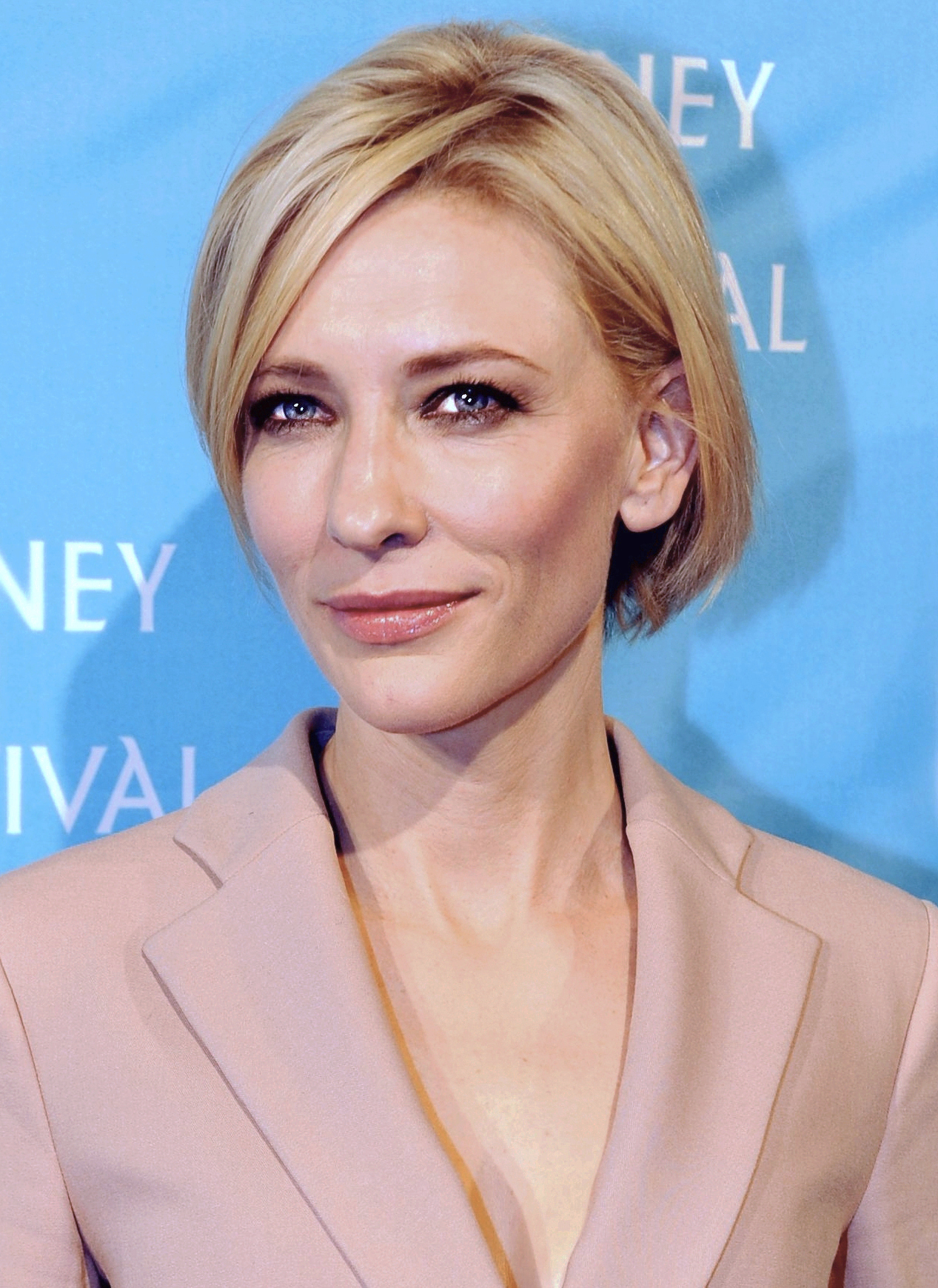
Кейт Бланшетт, лучшая женская роль

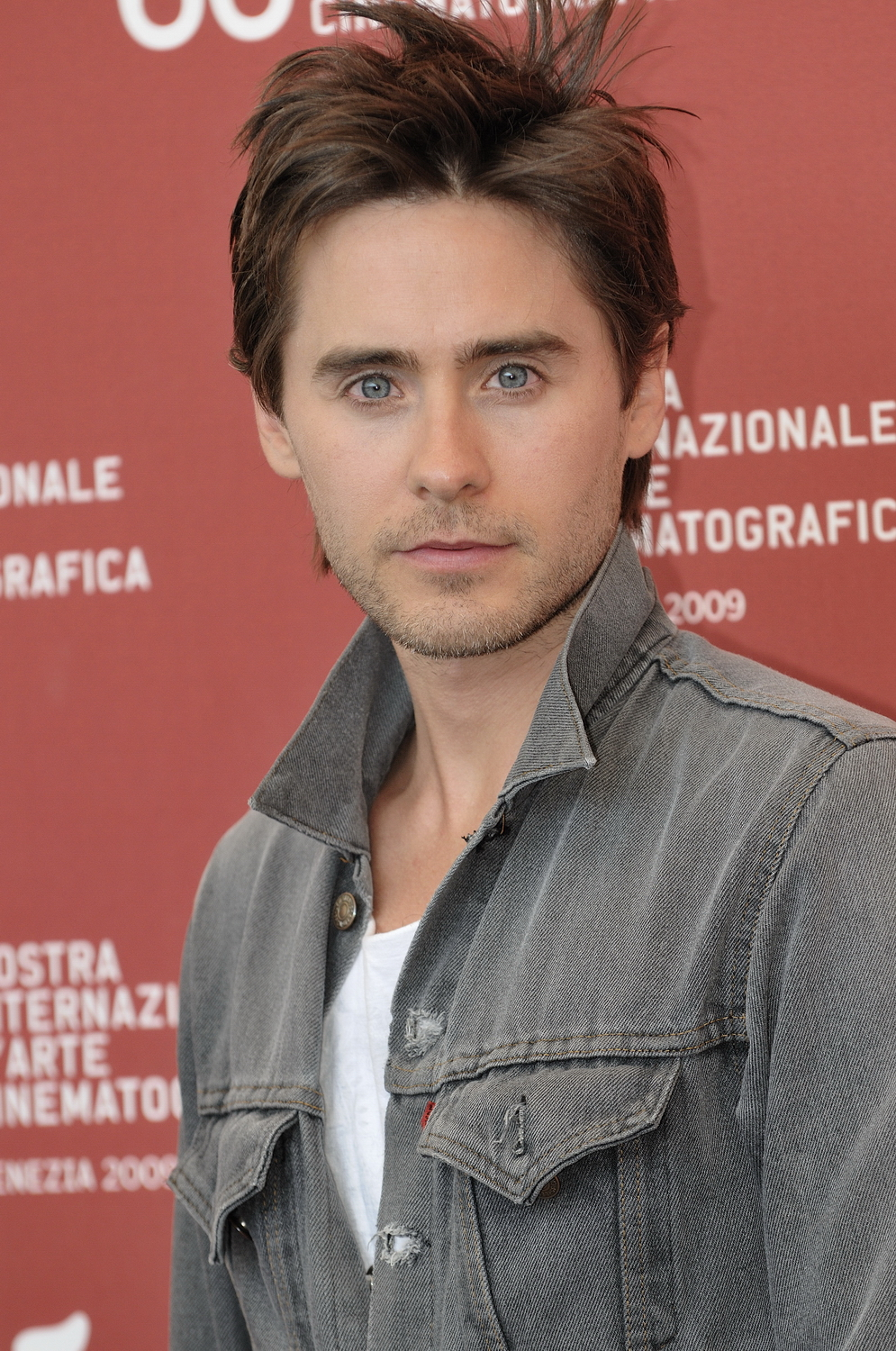
Джаред Лето, лучшая мужская роль второго плана

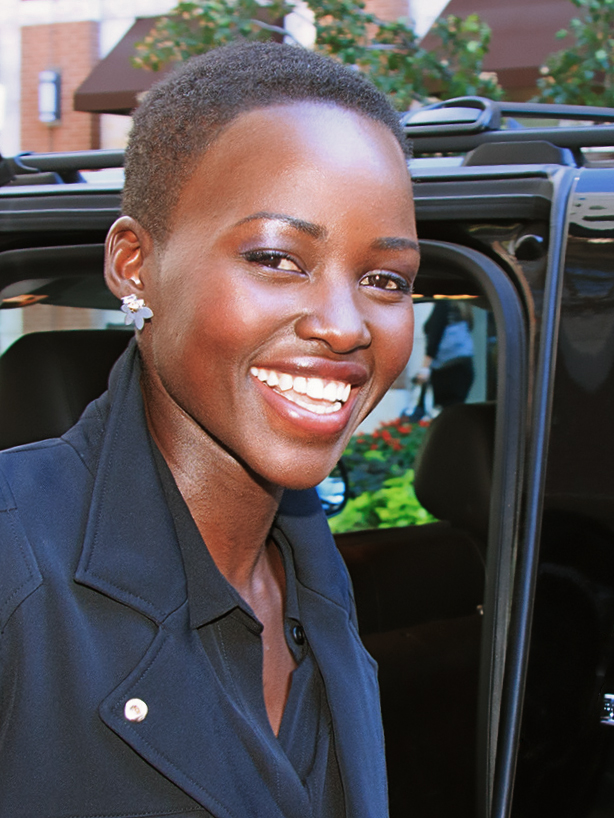
Люпита Нионго, лучшая женская роль второго плана

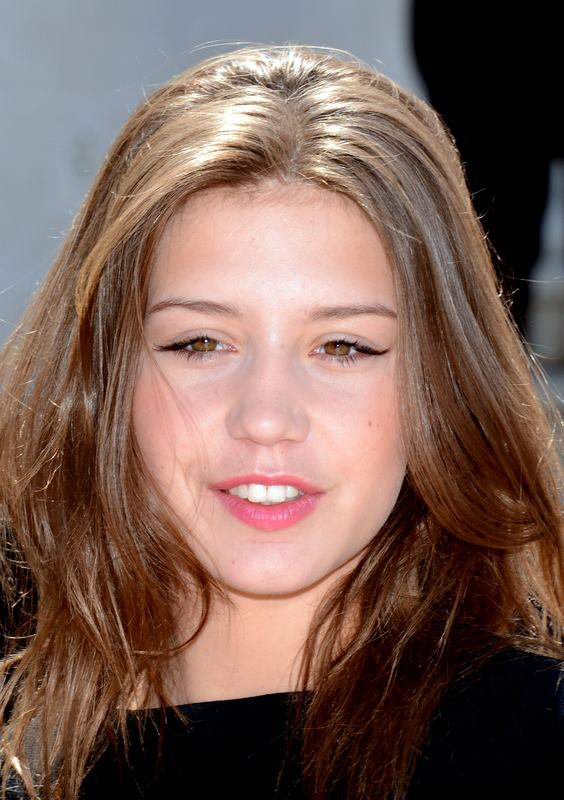
Адель Экзаркопулос, лучший молодой артист

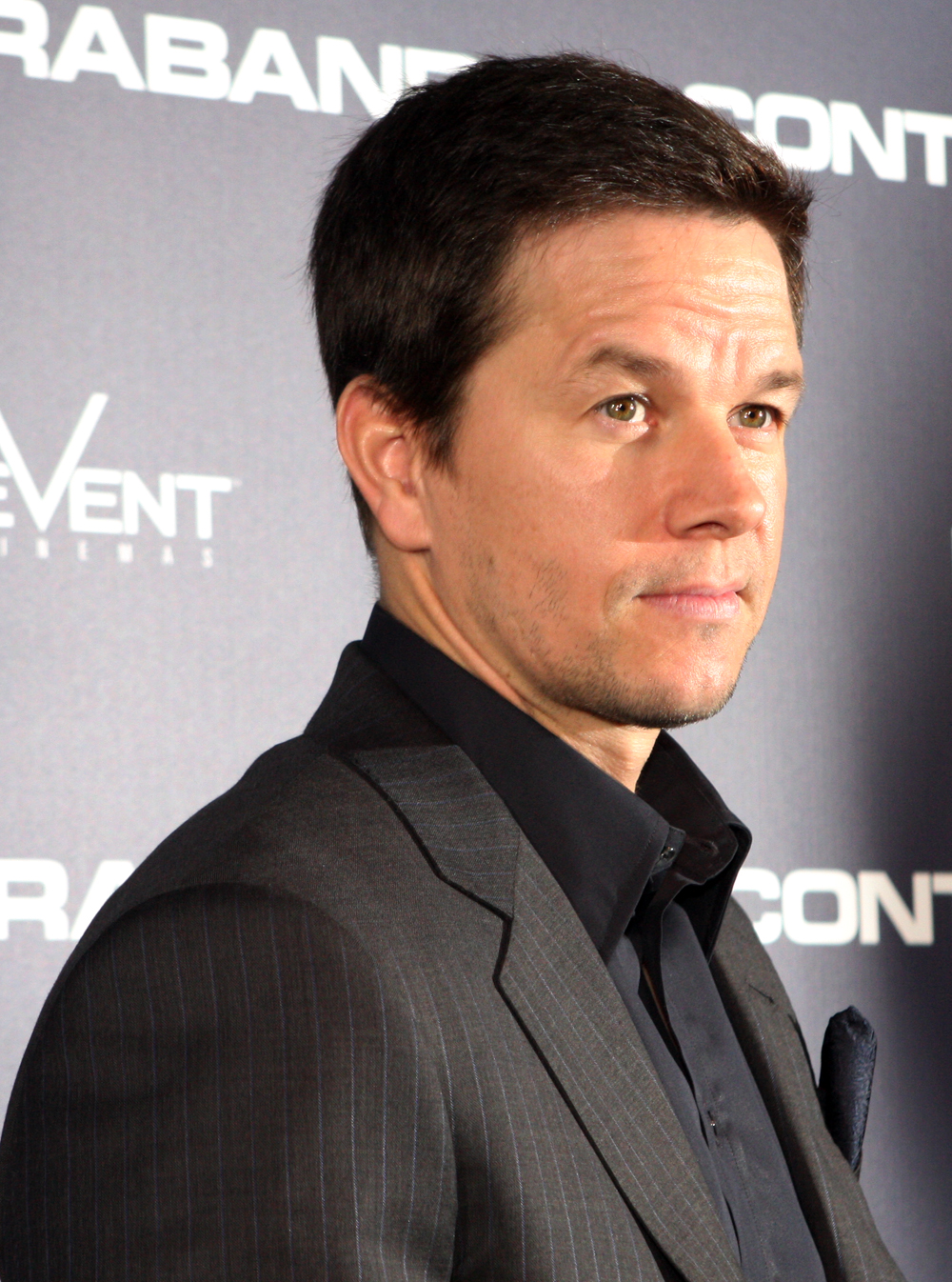
Марк Уолберг, лучший актёр в экшн-сцене

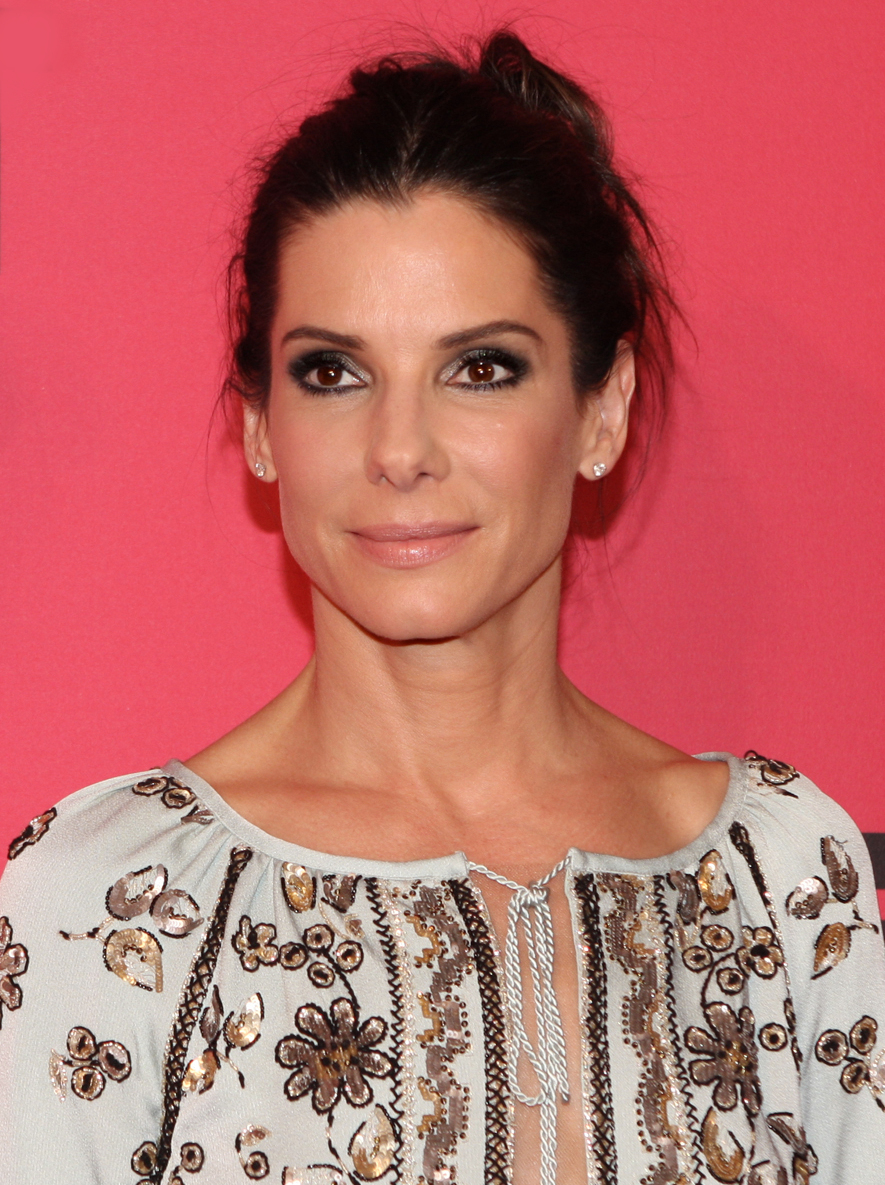
Сандра Буллок, лучший актриса в экшн-фильме

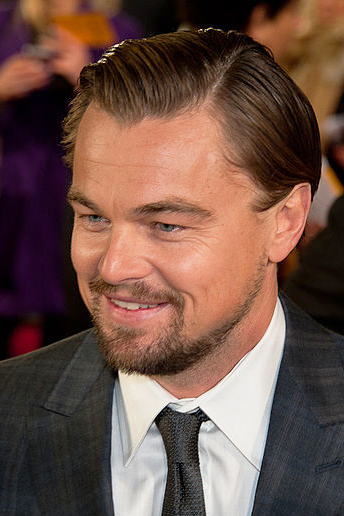
Леонардо ДиКаприо, лучший актёр в комедии

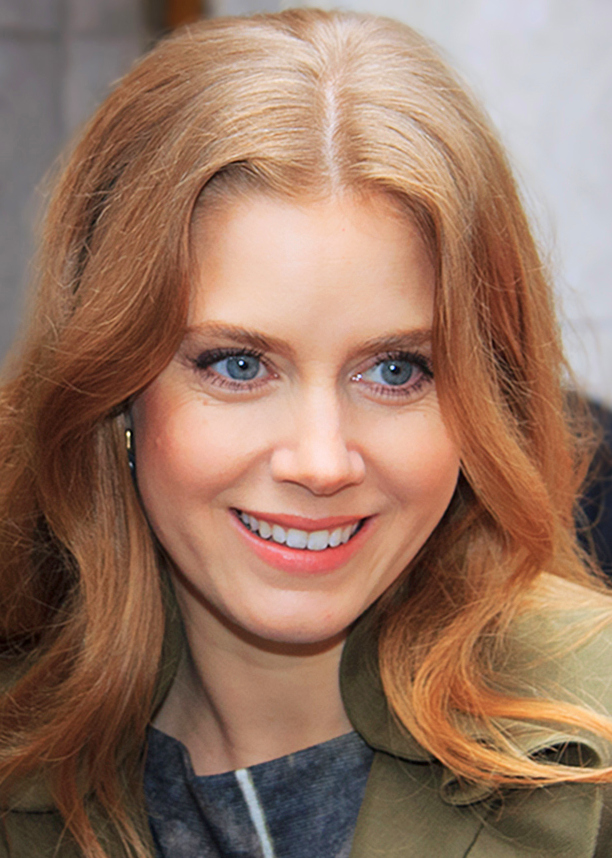
Эми Адамс, лучшая актриса в комедии

| Лучший режиссёр                               | 1. Альфонсо Куарон — «Гравитация» 2. Пол Гринграсс — «Капитан Филлипс» 3. Спайк Джонс — «Она» 4. Стив МакКуин — «12 лет рабства» 5. Дэвид О. Расселл — «Афера по-американски» 6. Мартин Скорсезе — «Волк с Уолл-стрит» |
| Лучшая мужская роль                           | 1. Мэтью МакКонахи — «Далласский клуб покупателей» 2. Кристиан Бэйл — «Афера по-американски» 3. Брюс Дерн — «Небраска» 4. Роберт Редфорд — «Не угаснет надежда» 5. Том Хэнкс — «Капитан Филлипс» 6. Чиветель Эджиофор — «12 лет рабства» |
| Лучшая женская роль                           | 1. Кейт Бланшетт — «Жасмин» 2. Сандра Буллок — «Гравитация» 3. Джуди Денч — «Филомена» 4. Бри Ларсон — «Короткий срок 12» 5. Мэрил Стрип — «Август» 6. Эмма Томпсон — «Спасти мистера Бэнкса» |
| Лучшая мужская роль второго плана             | 1. Джаред Лето — «Далласский клуб покупателей» 2. Баркхад Абди — «Капитан Филлипс» 3. Даниэль Брюль — «Гонка» 4. Джеймс Гандольфини — «Довольно слов» 5. Брэдли Купер — «Афера по-американски» 6. Майкл Фассбендер — «12 лет рабства» |
| Лучшая женская роль второго плана             | 1. Лупита Нионго — «12 лет рабства» 2. Скарлетт Йоханссон — «Она» 3. Дженнифер Лоуренс — «Афера по-американски» 4. Джулия Робертс — «Август» 5. Джун Скуиб — «Небраска» 6. Опра Уинфри — «Дворецкий» |
| Лучший молодой артист                         | 1. Адель Экзаркопулос — «Жизнь Адель» 2. Эйса Баттерфилд — «Игра Эндера» 3. Лиам Джеймс — «Дорога, дорога домой» 4. Софи Нелисс — «Воровка книг» 5. Тай Шеридан — «Мад» |
| Лучший актёрский ансамбль                     | 1. Афера по-американски 2. 12 лет рабства 3. Август 4. Волк с Уолл-стрит 5. Дворецкий 6. Небраска |
| Лучший оригинальный сценарий                  | 1. Спайк Джонс — «Она» 2. Вуди Аллен — «Жасмин» 3. Итан и Джоэл Коэны — «Внутри Льюина Дэвиса» 4. Боб Нельсон — «Небраска» 5. Эрик Уоррен Сингер и Дэвид О. Расселл — «Афера по-американски» |
| Лучший адаптированный сценарий                | 1. Джон Ридли — «12 лет рабства» 2. Стив Куган и Джефф Поуп — «Филомена» 3. Трэйси Леттс — «Август» 4. Ричард Линклейтер, Жюли Дельпи и Итан Хоук — «Перед полуночью» 5. Билли Рэй — «Капитан Филлипс» 6. Теренс Уинтер — «Волк с Уолл-стрит» |
| Лучший анимационный фильм                     | 1. Холодное сердце 2. Ветер крепчает 3. Гадкий я 2 4. Облачно... 2: Месть ГМО 5. Семейка Крудс 6. Турбо 7. Университет монстров |
| Лучший экшн-фильм                             | 1. Уцелевший 2. Голодные игры: И вспыхнет пламя 3. Гонка 4. Железный человек 3 5. Стартрек: Возмездие |
| Лучший актёр в экшн-фильме                    | 1. Марк Уолберг — «Уцелевший» 2. Роберт Дауни мл. — «Железный человек 3» 3. Генри Кавилл — «Человек из стали» 4. Брэд Питт — «Война миров Z» |
| Лучшая актриса в экшн-фильме                  | 1. Сандра Буллок — «Гравитация» 2. Эванджелин Лилли — «Хоббит: Пустошь Смауга» 3. Дженнифер Лоуренс — «Голодные игры: И вспыхнет пламя» 4. Гвинет Пэлтроу — «Железный человек 3» |
| Лучший научно-фантастический фильм или хоррор | 1. Гравитация 2. Война миров Z 3. Заклятие 4. Стартрек: Возмездие |
| Лучшая комедия                                | 1. Афера по-американски 2. Армагеддец 3. Довольно слов 4. Дорога, дорога домой 5. Конец света 2013: Апокалипсис по-голливудски 6. Копы в юбках |
| Лучший актёр в комедии                        | 1. Леонардо ДиКаприо — «Волк с Уолл-стрит» 2. Кристиан Бэйл — «Афера по-американски» 3. Джеймс Гандольфини — «Довольно слов» 4. Сэм Рокуэлл — «Дорога, дорога домой» 5. Саймон Пегг — «Армагеддец» |
| Лучшая актриса в комедии                      | 1. Эми Адамс — «Афера по-американски» 2. Сандра Буллок — «Копы в юбках» 3. Грета Гервиг — «Милая Фрэнсис» 4. Джулия Луис-Дрейфус — «Довольно слов» 5. Мелисса Маккарти — «Копы в юбках» |
| Лучший фильм на иностранном языке             | 1. Жизнь Адель (La vie d'Adèle) - Франция 2. Ваджда (Wadjda) - Германия, Саудовская Аравия 3. Великая красота (La grande bellezza) - Италия 4. Охота (Jagten) - Дания 5. Секреты прошлого (Le Passé) - Франция, Иран, Италия |
| Лучший документальный фильм                   | 1. В двух шагах от славы 2. Акт убийства 3. Вермеер Тима 4. Истории, которые мы рассказываем 5. Чёрный плавник |
| Лучшая работа художника-постановщика          | 1. Кэтрин Мартин (постановщик), Беверли Данн (декоратор) — «Великий Гэтсби» 2. Адам Штокхаузен (постановщик), Элис Бэйкер (декоратор) — «12 лет рабства» 3. Энди Николсон (постановщик), Рози Гудвин, Джоэнн Вуллард (декораторы) — «Гравитация» 4. К. К. Баррет (постановщик), Джин Сердена (декоратор) — «Она» 5. Дэн Хенна (постановщик), Ра Винсент и Саймон Брайт (декоратор) — «Хоббит: Пустошь Смауга» |
| Лучшая операторская работа                    | 1. Эммануэль Любецки — «Гравитация» 2. Шон Боббитт — «12 лет рабства» 3. Брюно Дельбоннель — «Внутри Льюина Дэвиса» 4. Роджер Дикинс — «Пленницы» 5. Фидон Папамайкл — «Небраска» |
| Лучший дизайн костюмов                        | 1. Кэтрин Мартин — «Великий Гэтсби» 2. Патриция Норрис — «12 лет рабства» 3. Майкл Уилкинсон — «Афера по-американски» 4. Энн Мэскри, Боб Бак, Ричард Тейлор — «Хоббит: Пустошь Смауга» 5. Дэниэл Орланди — «Спасти мистера Бэнкса» |
| Лучший монтаж                                 | 1. Альфонсо Куарон и Марк Сэнгер — «Гравитация» 2. Джо Уокер — «12 лет рабства» 3. Джей Кэссиди, Криспин Стразерс и Алан Баумгартен — «Афера по-американски» 4. Кристофер Раус — «Капитан Филлипс» 5. Дэниэл П. Хэнли, Майк Хилл — «Гонка» 6. Тельма Скунмейкер — «Волк с Уолл-стрит» |
| Лучший грим и причёски                        | 1. Афера по-американски 2. 12 лет рабства 3. Гонка 4. Дворецкий 5. Хоббит: Пустошь Смауга |
| Лучшие визуальные эффекты                     | 1. Гравитация 2. Железный человек 3 3. Стартрек: Возмездие 4. Тихоокеанский рубеж 5. Хоббит: Пустошь Смауга |
| Лучшая музыка к фильму                        | 1. Стивен Прайс — «Гравитация» 2. Уильям Батлер и Оуэн Паллетт — «Она» 3. Томас Ньюман — «Спасти мистера Бэнкса» 4. Ханс Циммер — «12 лет рабства» |
| Лучшая песня к фильму                         | 1. Let It Go — «Холодное сердце 2» 2. Atlas — «Голодные игры: И вспыхнет пламя» 3. Happy — «Гадкий я 2» 4. Ordinary Love — «Долгий путь к свободе» 5. Please Mr. Kennedy — «Внутри Льюина Дэвиса» 6. Young And Beautiful — «Великий Гэтсби» |

### Почётная награда
Форест Уитакер

### Специальная награда
Итан Хоук, Жюли Дельпи и Ричард Линклейтер за трилогию «Перед рассветом», «Перед закатом», «Перед полуночью»

## Список лауреатов и номинаций
| Количество | Фильм                           |
| ---------- | ------------------------------- |
| 13         | 12 лет рабства                  |
| 13         | Афера по-американски            |
| 10         | Гравитация                      |
| 6          | Волк с Уолл-стрит               |
| 6          | Капитан Филлипс                 |
| 6          | Небраска                        |
| 6          | Она                             |
| 5          | Хоббит: Пустошь Смауга          |
| 4          | Август                          |
| 4          | Внутри Льюина Дэвиса            |
| 4          | Гонка                           |
| 4          | Довольно слов                   |
| 4          | Железный человек 3              |
| 4          | Спасти мистера Бэнкса           |
| 3          | Великий Гэтсби                  |
| 3          | Голодные игры: И вспыхнет пламя |
| 3          | Далласский клуб покупателей     |
| 3          | Дворецкий                       |
| 3          | Дорога, дорога домой            |
| 3          | Копы в юбках                    |
| 3          | Стартрек: Возмездие             |
| 2          | Армагеддец                      |
| 2          | Война миров Z                   |
| 2          | Гадкий я 2                      |
| 2          | Жасмин                          |
| 2          | Жизнь Адель                     |
| 2          | Уцелевший                       |
| 2          | Филомена                        |
| 2          | Холодное сердце 2               |

| Количество | Фильм                       |
| ---------- | --------------------------- |
| 7          | Гравитация                  |
| 4          | Афера по-американски        |
| 3          | 12 лет рабства              |
| 2          | Великий Гэтсби              |
| 2          | Далласский клуб покупателей |
| 2          | Жизнь Адель                 |
| 2          | Уцелевший                   |
| 2          | Холодное сердце 2           |